# Болгарські рок-архіви
Болгарські рок-архіви (або Bulgarian Rock Archives; болг. Български рок архиви) — це перша інтернет-енциклопедія, присвячена рок-музиці в Болгарії. Запущений в Інтернеті 2 серпня 2013 року та включає понад 350 груп та виконавців з середини 1960-х років. Статті розділені в алфавітному порядку, рік створення, стиль, місце розташування. Включають коротку біографію, дискографія, композицію, посилання на відео та посилання на офіційні сайти та профілі.
З 4 червня 2015 року сайт використовує нову версію, взяту за приклад із важкий метал енциклопедії Encyclopaedia Metallum, що має кращі функції та дизайн. У той час він включає близько 900 гурти та виконавців.